# Pablo Vitti
Pablo Ernesto Vitti (Rosario, Provincia de Santa Fe, 9 de julio de 1985) es un exfutbolista argentino que jugaba como mediocentro ofensivo. Fue internacional y campeón con la selección Argentina sub-20.

## Trayectoria
Vitti comenzó su carrera en Rosario Central, equipo de su ciudad natal. Debutó con el primer equipo canalla en el 2004, cuando era un firme goleador y fue recompensado con la camiseta número 10. Vitti fue considerado uno de los más prometedores jóvenes de la Primera División argentina, pero su progresión se fue deteniendo un poco en las últimas temporadas. Tuvo solo once apariciones en su nuevo club, Banfield, durante la clausura del campeonato 2007 sin anotar un solo gol. Convirtió 10 goles en Primera División (todos con Rosario Central). Vitti fue transferido al Independiente de Avellaneda donde solo participó en dos partidos.

### Universidad de San Martín
En 2010 jugó en la Universidad de San Martín del Perú siendo campeón del torneo peruano ese mismo año fue elegido como el mejor jugador del campeonato anotando 12 goles en 32 partidos.

### Universitario de Deportes
A fines del 2010, fichó por el Universitario de Deportes del Perú junto con su compañero Pedro García. Ese año llegó hasta los cuartos de final de la Copa Sudamericana 2011. En el torneo local jugó 19 partidos y anotó 2 goles.
A comienzos del 2012 llegó al Querétaro F. C. de México. En julio del 2012 se confirmó su llegada a la Liga Deportiva Universitaria de Quito, equipo perteneciente a la Serie A de Ecuador. 

### Tigre de Victoria
En julio del 2013 vuelve a la Argentina, después de 5 años en el exterior, para jugar en Club Atlético Tigre.
En el matador convierte su primer gol en la victoria ante Rafaela 3 a 1. El segundo fue en la fecha siguiente donde eludió a 2 defensores y definió cruzado sirvió para la victoria 1 a 0. El 3.er gol sería ante su exequipo, Rosario Central, donde fue silbado luego de convertir el empate 1 a 1. Convierte su cuarto gol en tigre frente a otro ex club Independiente de Avellaneda.
Jugó 18 partidos y convirtió 4 goles en promedio de 0,22.
En 2015 firma para San Martín de San Juan, recién ascendido a la Primera División.

## Selección juvenil
Vitti fue parte del plantel campeón del Mundial Juvenil de la FIFA en Holanda 2005 con la selección argentina Sub-20. En este torneo, Lionel Messi y Sergio Agüero eran considerados los suplentes para reemplazar a Pablo Vitti, pero con el correr de los partidos Messi se ganó la titularidad. Jugó 3 partidos en el torneo: el primero de la fase de grupos ante Estados Unidos, el de octavos de final contra Colombia y el de cuartos de final ante España.

### Participaciones en la Copa del Mundo
| Mundial                      | Sede         | Resultado |
| ---------------------------- | ------------ | --------- |
| Copa Mundial Juvenil de 2005 | Países Bajos | Campeón   |

## Clubes
| Club              | País      | Año       |
| ----------------- | --------- | --------- |
| Rosario Central   | Argentina | 2002-2006 |
| Banfield          | Argentina | 2007      |
| Independiente     | Argentina | 2008      |
| Palestino         | Chile     | 2008      |
| Toronto FC        | Canadá    | 2009      |
| Audax Italiano    | Chile     | 2010      |
| Bangu             | Brasil    | 2011      |
| Querétaro         | México    | 2012      |
| L. D. U. de Quito | Ecuador   | 2012-2013 |
| Tigre             | Argentina | 2013-2015 |
| San Martín (SJ)   | Argentina | 2015      |
| All Boys          | Argentina | 2016      |
| Veria F. C.       | Grecia    | 2016      |

## Estadísticas
- Actualizado al 5 de agosto de 2016[2][3][4][5]

| Temporada                       | Equipo                          | Campeonato                      | Campeonato | Campeonato | Copas nacionales | Copas nacionales | Copas nacionales | Copas internacionales | Copas internacionales | Copas internacionales | Total    | Total |
| Temporada                       | Equipo                          | Torneo                          | Partidos   | Goles      | Torneo           | Partidos         | Goles            | Torneo                | Partidos              | Goles                 | Partidos | Goles |
| ------------------------------- | ------------------------------- | ------------------------------- | ---------- | ---------- | ---------------- | ---------------- | ---------------- | --------------------- | --------------------- | --------------------- | -------- | ----- |
| 2003-04                         | Rosario Central                 | Cl                              | 10         | 1          | -                | -                | -                | CL                    | 1                     | 0                     | 11       | 1     |
| 2004-05                         | Rosario Central                 | Ap+Cl                           | 31         | 8          | -                | -                | -                | -                     | -                     | -                     | 31       | 8     |
| 2005-06                         | Rosario Central                 | Ap+Cl                           | 28         | 4          | -                | -                | -                | CS+CL                 | 9                     | 0                     | 37       | 4     |
| 2006-07                         | Rosario Central                 | Ap                              | 6          | 0          | -                | -                | -                | -                     | -                     | -                     | 6        | 0     |
| Total Rosario Central           | Total Rosario Central           | Total Rosario Central           | 75         | 13         |                  | -                | -                |                       | 10                    | 0                     | 85       | 13    |
| 2006-07                         | Banfield                        | Cl                              | 11         | 0          | -                | -                | -                | CL                    | 5                     | 0                     | 16       | 0     |
| 2007-08                         | Banfield                        | Ap                              | 4          | 0          | -                | -                | -                | -                     | -                     | -                     | 4        | 0     |
| Total Banfield                  | Total Banfield                  | Total Banfield                  | 15         | 0          |                  | -                | -                |                       | 5                     | 0                     | 20       | 0     |
| 2007-08                         | Independiente                   | Cl                              | 2          | 0          | -                | -                | -                | -                     | -                     | -                     | 2        | 0     |
| Total Independiente             | Total Independiente             | Total Independiente             | 2          | 0          |                  | -                | -                |                       | 0                     | 0                     | 2        | 0     |
| 2008-09                         | Chernomorets                    | PD                              | 5          | 1          | CU               | 1                | 0                | -                     | -                     | -                     | 6        | 1     |
| Total Chernomorets              | Total Chernomorets              | Total Chernomorets              | 5          | 1          |                  | 1                | 0                |                       | 0                     | 0                     | 6        | 1     |
| 2009                            | Toronto FC                      | PD+CC                           | 30         | 2          | -                | -                | -                | CLC                   | 2                     | 0                     | 32       | 2     |
| Total Toronto FC                | Total Toronto FC                | Total Toronto FC                | 30         | 2          |                  | -                | -                |                       | 2                     | 0                     | 32       | 2     |
| 2010                            | Universidad de San Martín       | PD                              | 32         | 12         | -                | -                | -                | CS                    | 4                     | 2                     | 36       | 14    |
| Total Universidad de San Martín | Total Universidad de San Martín | Total Universidad de San Martín | 32         | 12         |                  | -                | -                |                       | 4                     | 2                     | 36       | 14    |
| 2011                            | Universitario                   | PD                              | 19         | 2          | -                | -                | -                | CS                    | 5                     | 1                     | 24       | 3     |
| Total Universitario             | Total Universitario             | Total Universitario             | 19         | 2          |                  | -                | -                |                       | 5                     | 1                     | 24       | 3     |
| 2011-12                         | Querétaro                       | Cl                              | 5          | 2          | -                | -                | -                | -                     | -                     | -                     | 5        | 2     |
| Total Querétaro                 | Total Querétaro                 | Total Querétaro                 | 5          | 2          |                  | -                | -                |                       | -                     | -                     | 5        | 2     |
| 2012                            | Liga de Quito                   | A                               | 18         | 6          | -                | -                | -                | -                     | -                     | -                     | 18       | 6     |
| 2013                            | Liga de Quito                   | A                               | 20         | 7          | -                | -                | -                | CL                    | 2                     | 0                     | 22       | 7     |
| Total Liga de Quito             | Total Liga de Quito             | Total Liga de Quito             | 38         | 13         |                  | -                | -                |                       | 2                     | 0                     | 40       | 13    |
| 2013-14                         | Tigre                           | TI                              | 18         | 4          | CA               | 1                | 0                | -                     | -                     | -                     | 19       | 4     |
| 2014                            | Tigre                           | TT                              | 7          | 2          | -                | -                | -                | -                     | -                     | -                     | 7        | 2     |
| Total Tigre de Victoria         | Total Tigre de Victoria         | Total Tigre de Victoria         | 25         | 6          |                  | 1                | 0                |                       | -                     | -                     | 26       | 6     |
| 2015                            | San Martín (SJ)                 | PD 2015                         | 14         | 3          | CA               | 2                | 0                | -                     | -                     | -                     | 16       | 3     |
| Total San Martín (SJ)           | Total San Martín (SJ)           | Total San Martín (SJ)           | 14         | 3          |                  | 2                | 0                |                       | -                     | -                     | 16       | 3     |
| 2016                            | All Boys                        | BN 2016                         | 9          | 0          | -                | -                | -                | -                     | -                     | -                     | 9        | 0     |
| Total All Boys                  | Total All Boys                  | Total All Boys                  | 9          | 0          |                  | -                | -                |                       | -                     | -                     | 9        | 0     |
| 2016-17                         | Veria                           | SL 2016-17                      | 12         | 2          | CG               | 2                | 0                | -                     | -                     | -                     | 14       | 2     |
| Total Veria                     | Total Veria                     | Total Veria                     | 12         | 2          |                  | 2                | 0                |                       | -                     | -                     | 14       | 2     |
| Total en su carrera             | Total en su carrera             | Total en su carrera             | 281        | 54         |                  | 6                | 0                |                       | 28                    | 3                     | 315      | 57    |

## Palmarés

### Campeonatos nacionales
| Título                    | Club                      | País   | Año  |
| ------------------------- | ------------------------- | ------ | ---- |
| Campeonato Canadiense     | Toronto FC                | Canadá | 2009 |
| Primera División del Perú | Universidad de San Martín | Perú   | 2010 |

### Copas internacionales
| Título              | Club(*)             | País         | Año  |
| ------------------- | ------------------- | ------------ | ---- |
| Copa Mundial Sub-20 | Selección argentina | Países Bajos | 2005 |

### Distinciones individuales
| Distinción                                                                                            | Año  |
| --- | ---- |
| Incluido en el equipo ideal del Campeonato Descentralizado según el portal periodístico DeChalaca.com | 2010 |
| Mejor mediocampista del Descentralizado                                                               | 2010 |
| Mejor jugador extranjero del Descentralizado                                                          | 2010 |
| Mejor jugador del Descentralizado                                                                     | 2010 |